# Myopa chuncheonensis
Myopa chuncheonensis är en tvåvingeart som beskrevs av Stuke och Maeta 2002. Myopa chuncheonensis ingår i släktet Myopa och familjen stekelflugor.
Artens utbredningsområde är Sydkorea. Inga underarter finns listade i Catalogue of Life.